# 성희호

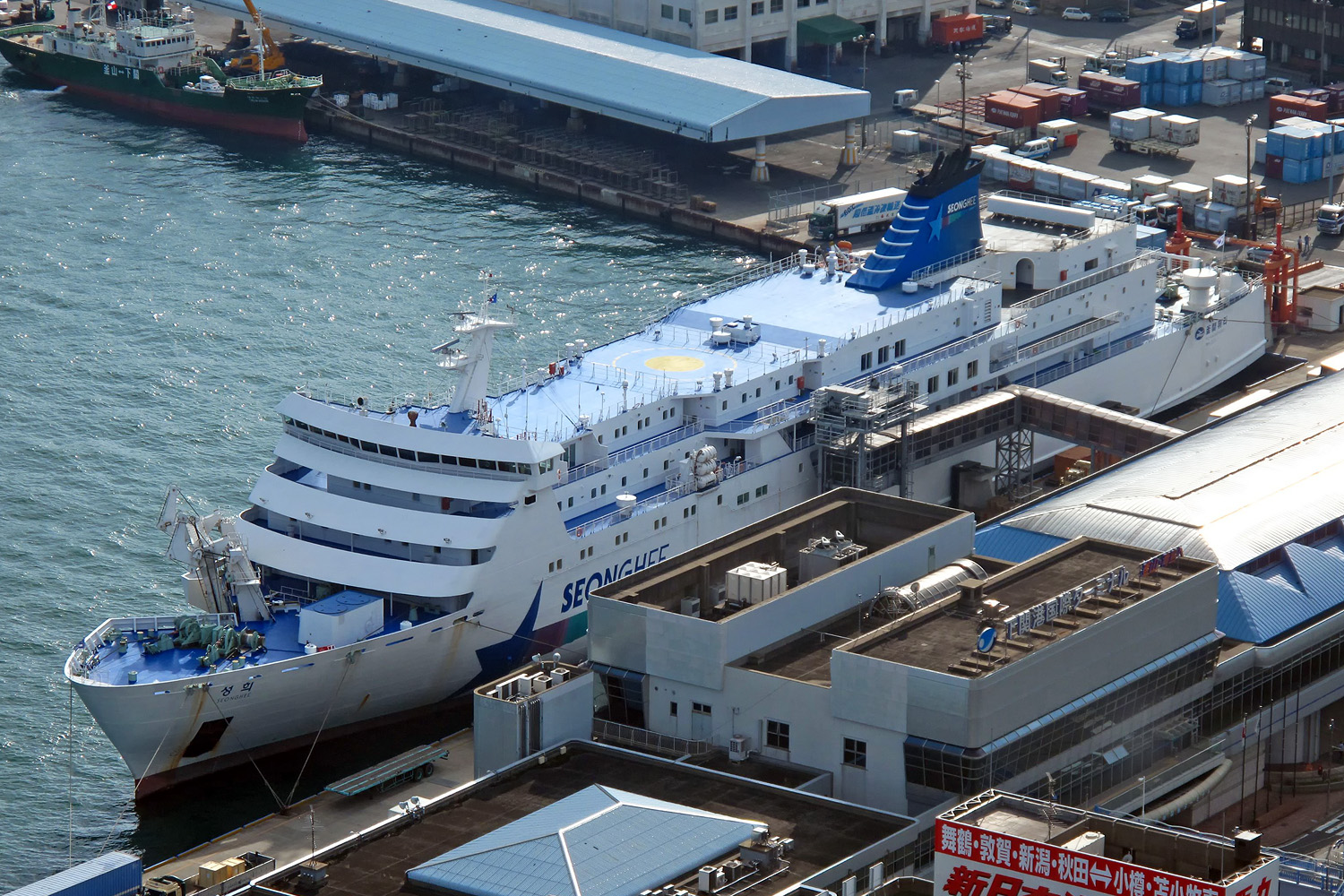
시모노세키항에 정박하고 있는 성희호.

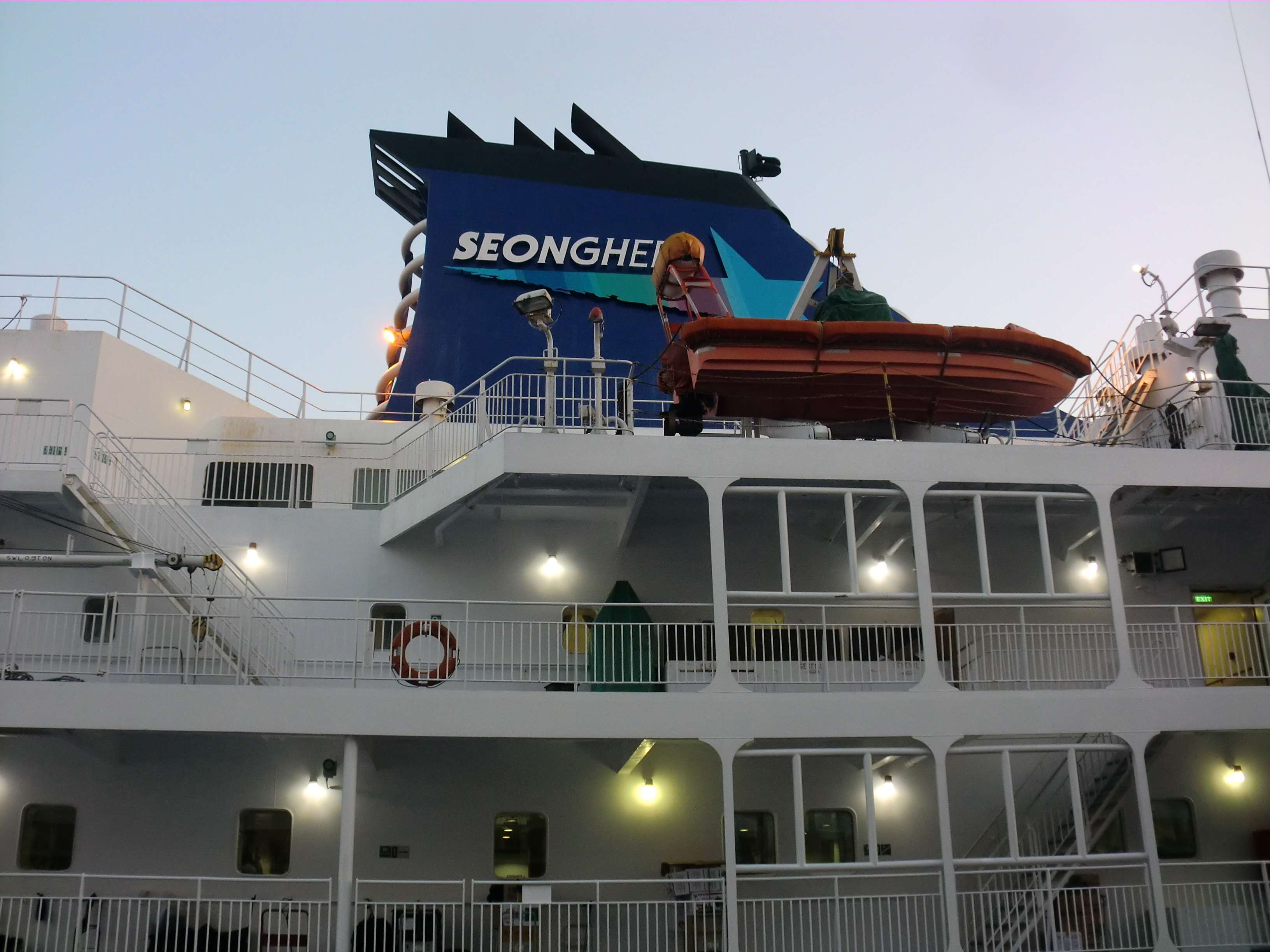
성희호의 선체 측면부.

성희호(星希號, 영어: SEONG HEE)는 대한민국의 국제여객선이자 선상미술관이다.
천(天), 지(地), 해(海)를 기본 컨셉으로 하여 각 데크층마다 미술품들을 전시하고 있으며, 2002년 5월 22일 첫 운항을 시작으로 지금은 부관훼리에서 대한민국 부산광역시 부산항에서 일본 야마구치현 시모노세키시 시모노세키 항 구간을 왕복으로 매일 운항중이다.

## 제원
| 선 명          | 성희(Seonghee)                                  |
| 국 적          | 한국                                            |
| 건 조 장 소    | (주)현대미포조선                                |
| 취 항 년 원 일 | 2002년 5월 22일                                 |
| 길이×폭×높이   | 162m×23.6m×14.5m                                |
| 홀 수          | 5.6m                                            |
| 총톤수(Gress)  | 16,875톤                                        |
| 적 재 톤 수    | 3,738톤                                         |
| 주 엔 진       | DAIHATSU 8DLM_40A MCR : 6000kw X 515RPM X 25iTS |
| 최 대 속 도    | 20.49노트                                       |
| 운 항 속 도    | 18노트                                          |
| 항 해 거 리    | 122마일(편도)                                   |

여객처리능력
| 승 무 원 | 44명  |
| 승 객    | 562명 |

화물처리능력
| 트 럭         | 76대                                                    |
| 자 가 용 차   | 승용차 30대                                             |
| 컨테이너 Load | 136TEU(1TEU=20feet, 폭 8feet, 높이 8feet의 컨테이너임.) |

## 운항 노선
| 운 영 회 사 | 출 발 항 | 도착항       | 비고                                          |
| 부 관 훼 리 | 부산항   | 시모노세키항 | 일본 관부훼리사의 하마유호와 교차로 운항한다. |

## 선내 편의시설
대체적으로 볼 때 하마유호와 거의 동일하며, 하마유호가 일본 엔을 사용하는 것과 달리 성희호는 대한민국 원과 일본 엔을 같이 병용한다. 다만 신용카드, 미국 달러 등은 이용할 수 없으며 자동 판매기는 원화 전용 자판기가 아니기 때문에 일본 엔으로만 사용해야 한다. 다만 한국 여행을 하고 일본으로 돌아온 일본인들이 남은 원화를 가지고 있다면 자동 판매기가 아닌 GS25 선내 편의점에서 원화를 가지고 전부 처분해야 하는 것을 원칙으로 둔다. 또한 선내에 마련된 편의점에서는 1엔 동전, 5엔 동전 등의 사용은 불가능하다. 다만 이들 주화는 일본 현지 은행 환전 창구를 통해 원화로 바꾸어 줄 것을 권장해야 한다.

## 같이 보기
- 관부 훼리
- 하마유호(浜木綿)